# Giuramento di sangue (romanzo)
Giuramento di sangue (Retour à Rédemption) è il 3º romanzo thriller scritto da Patrick Graham, pubblicato in Francia nel 2010 dalla casa editrice Éditions Anne Carrière e in Italia il 15 settembre 2011 dalla casa editrice Nord.

## Edizioni
- Patrick Graham, Giuramento di sangue, Collana Narrativa Nord, Nord, 2010,  pp. 420, ISBN 978-88-429-1717-5.